# Helga (Burkina Faso)
Pour les articles homonymes, voir Helga.
Helga est une commune située dans le département de Sebba, dans la province du Yagha, région du Sahel, au Burkina Faso.